# Maxial e Monte Redondo
Maxial e Monte Redondo (llamada oficialmente União das Freguesias de Maxial e Monte Redondo) es una freguesia portuguesa del municipio de Torres Vedras, distrito de Lisboa.

## Historia
Fue creada el 28 de enero de 2013 en aplicación de una resolución de la Asamblea de la República de Portugal promulgada el 16 de enero de 2013 con la unión de las freguesias de Maxial y Monte Redondo, pasando su sede a estar situada en la antigua freguesia de Maxial.

## Demografía
| Gráfica de evolución demográfica de Maxial e Monte Redondo entre 2011 y 2021 |
|                                                                              |
| Datos según el nomenclátor publicado por el INE portugués.                   |